# Walter Frank
Walter Frank (pseudonym: Werner Fiedler), född 12 februari 1905 i Fürth, död 9 maj 1945 i Groß Brunsrode vid Braunschweig, var en tysk historiker. Han var ordförande för Reichsinstitut für Geschichte des neuen Deutschlands, som bland annat hade i uppgift att rättfärdiga Tredje rikets antijudiska politik.
Under 1920-talet studerade Frank historia under Hermann Oncken, Karl Haushofer och Alexander von Müller vid Münchens universitet. Han disputerade 1927 på en avhandling om Adolf Stoecker.
Frank begick självmord kort efter Tysklands villkorslösa kapitulation. Han ansåg att en värld utan Adolf Hitler var meningslös.